# Луций Касий Лонгин (трибун 44 пр.н.е.)
Вижте пояснителната страница за други личности с името Луций Касий Лонгин.
Луций Касий Лонгин (на латински: Lucius Cassius Longinus) e политик на късната Римска република през 1 век пр.н.е. по време на убийството на Цезар.

## Биография
Произлиза от фамилията Касии, клон Лонгин. Син е на Гай Касий Лонгин (консул 73 пр.н.е.) и брат на Гай Касий Лонгин, главният заговорник в заговора срещу Юлий Цезар и зет на Марк Юний Брут.
През 54 пр.н.е. Луций Лонгин помага на Марк Ювенций Латеренсис в опозицията му против Гней Планций. През 52 пр.н.е. е tresviri monetales и в опозиция към Марк Савфей (Marc Saufeu). През 49 пр.н.е. помага на Цезар през гражданската война и служи на негова страна в Тесалия като командир на легион през 48 пр.н.е.
През 44 пр.н.е. Луций Касий Лонгин e народен трибун. Консули тази година са Гай Юлий Цезар и Марк Антоний. Той не е заговорник, но Марк Антоний се съмнява в него. Прощава му през 41 пр.н.е. в Ефес.
Неговият син Луций Касий Лонгин е убит в битката при Филипи, където е командир на легион на страната на републиканците.